# Adí ibn Adí al-Kindí
Adí ibn Adí al-Kindí (segles VII-VIII) fou un tabi de la Jazira que va servir a Armènia amb Abd-al-Aziz ibn Hàtim al-Bahilí (706-709) i va arribar a governar aquest virregnat (ostikanat) per uns mesos. Com indica la seva nisba, pertanyia a la tribu dels Kinda.